# Aga Khan IV
Karīm al-Hussaynī, Āgā Khān IV (Arabisch: الأمیر شاہ کریم الحسیني آغا خان الرابع) (Creux-de-Genthod, 13 december 1936 – Lissabon, 4 februari 2025) was de 49ste imam van de nizari-tak binnen het ismaïlisme, een stroming binnen de sjiitische islam. Hij bekleedde deze positie en had de titel van Āgā Khān sinds 11 juli 1957. De Āgā Khān was verantwoordelijk voor de interpretatie van het geloof voor zijn volgelingen en als onderdeel van zijn imamschap probeerde hij de kwaliteit van hun leven en van de gemeenschap waarin zij leven te verbeteren.
De Āgā Khān was vooral geïnteresseerd in het bestrijden van de armoede in de wereld, de verbetering van de status van de vrouw en de promotie van Islamitische cultuur, kunst en architectuur.

## Levensloop

### Geboorte en jeugd
Aga Khan IV was de oudste zoon van prins Aly Khān, een Pakistaans voorvechter van de rechten van de Ismaïlieten, paardenkenner en playboy (1911-1960) en diens eerste vrouw, de Franse prinses Tajudowlah, voorheen Joan Barbara Yarde-Buller (1908-1997). Zijn ouders scheidden in 1949 en prins Aly Khān trouwde later met de Amerikaanse actrice Rita Hayworth, met wie hij een dochter kreeg, prinses Yasmin Āgā Khān. Prins Aly Khan werd bij de dood van zijn vader in diens testament overgeslagen voor de opvolging, waardoor de titel Aga Khan rechtstreeks zijn oudste zoon ten deel viel.
De Āgā Khān bracht zijn jeugd door in Nairobi. Hij studeerde in 1959 af aan de Harvard University met een BA in islamitische geschiedenis.

### Huwelijken
De Āgā Khān trouwde met het Engelse model Sarah (Sally) Croker-Poole, nu getiteld Begum Salima Āgā Khān, op 22 oktober 1969 (burgerlijk) en 28 oktober 1969 (religieus) in zijn huis in Parijs. Het paar was 25 jaar getrouwd. Het huwelijk, waaruit drie kinderen voortkwamen, eindigde in 1995 door echtscheiding.
De Āgā Khān hertrouwde met Gabriele Thyssen (gescheiden echtgenote van Karl-Emich Prinz zu Leiningen, 1952), in Aiglemont op 30 mei 1998. Voor het huwelijk bekeerde de vrouw zich tot de islam. Zij is nu Begum Inaara Āgā Khān. Met haar heeft de Āgā Khān een zoon, prins Aly Muhammad Āgā Khān (7 maart 2000), en een stiefdochter, Theresa zu Leiningen. Het paar ging in 2007 uit elkaar. De echtscheiding werd uitgesproken in 2011.

### Persoonlijke rijkdom en inkomen
De rijkdom van de Āgā Khāns werd in 2008 geschat op een miljard dollar.
Men berichtte op 19 september 2019 dat de Aga Khan in 2015 voor om en nabij de twintig miljoen euro was opgelicht. Hij had geld overgemaakt aan de oplichters in de veronderstelling dat het bestemd was als losgeld voor Franse gegijzelden van Daesh. De oplichters deden zich voor als toenmalig minister van defensie Jean-Yves Le Drian.